# 暦仁
暦仁（りゃくにん、旧字体：曆仁）は、日本の元号の一つ。嘉禎の後、延応の前。ユリウス暦で1238年から1239年の期間を指す。この時代の天皇は四条天皇。鎌倉幕府将軍は藤原頼経、執権は北条泰時。
日本の元号の中では最も使用日数が短く、約2か月半しか使用されなかったが、年を跨いでいるので2年まである。
元年のみの元号は朱鳥（約6か月、686年～687年）と天平感宝（約3か月、749年）。

## 改元
- 嘉禎4年11月23日（ユリウス暦1238年12月30日）：天変により改元。
- 暦仁2年2月7日（ユリウス暦1239年3月13日）：延応に改元。

撰進者は藤原経範であるが、『百錬抄』によれば、世間では「暦仁＝略人」すなわち、この世から人々が略される（＝死んで消えてしまう）とする風評が発生したために再び改元を実施したとある（ただし、詔書では「変災」を理由としている）。

## 暦仁期におきた出来事
元年
- 12月26日：阿蘇山が噴火。

## 西暦との対照表
※は小の月を示す。
| 暦仁元年（戊戌） | 一月※     | 二月 | 閏二月※ | 三月 | 四月※ | 五月※ | 六月 | 七月※ | 八月 | 九月※ | 十月   | 十一月 | 十二月   |
| ---------------- | --------- | ---- | ------- | ---- | ----- | ----- | ---- | ----- | ---- | ----- | ------ | ------ | -------- |
| ユリウス暦       | 1238/1/18 | 2/16 | 3/18    | 4/16 | 5/16  | 6/14  | 7/13 | 8/12  | 9/10 | 10/10 | 11/8   | 12/8   | 1239/1/7 |
| 暦仁二年（己亥） | 一月※     | 二月 | 三月※   | 四月 | 五月※ | 六月※ | 七月 | 八月※ | 九月 | 十月※ | 十一月 | 十二月 |          |
| ユリウス暦       | 1239/2/6  | 3/7  | 4/6     | 5/5  | 6/4   | 7/3   | 8/1  | 8/31  | 9/29 | 10/29 | 11/27  | 12/27  |          |